# Vrapčići
Vrapčići ist ein Ort in Bosnien und Herzegowina. Er stellt einen nördlichen Vorort von Mostar dar, zu dessen Gemeindegebiet er gehört. Vrapčići ist Teil des Stadtgebietes Nord (bosn. Gradsko područje Sjever).
Nach der Einwohnerzählung von 2013 hat Vrapcici 3266 Einwohner. Über die Magistralstraße M17 besteht eine Verbindung mit dem eigentlichen Stadtgebiet und anderen Vororten. Die Neretva bildet die Grenze zu Raštani, nach Osten grenzt der Ort ans Dorf Dobrč in der Podveležje-Region.
In Vrapčići befindet sich das Stadion Rođeni des Fußballklubs Velež Mostar, der städtische Friedhof Sutina und die Weiße Moschee. Der Ort
ist auch landesweit bekannt für seinen Wochenendmarkt, der Käufer aus allen Teilen Bosniens und auch aus umliegenden Ländern anzieht.

## Geographie
Vrapcici befindet sich im Bijelo Polje (deut. „Weißes Feld“), wie auch die übrigen Orte nördlich von Mostar. Das Bijelo Polje ist einer der drei Talkessel (das Bijelo Polje im Norden, der Talkessel von Mostar und das Bišće polje im Süden) die das Gebiet der Stadt und seiner Umgebung bilden. In diesem Teil des Stadtgebiets dominiert flaches, fruchtbares Land.
Der Vorort befindet sich am linken Ufer der Neretva. Der Fluss verbreitert sich in diesem Teil seines Verlaufs zum Mostarsko jezero (deut. "See von Mostar), einem Stausee, der beim Bau des Wasserkraftwerks Mostar in den 1980er Jahren entstanden ist.
Au der anderen Seite der Neretva befindet sich Raštani. Vrapcici grenzt darüber hinaus noch an Potoci im Norden, ans Mostarer Stadtgebiet (dem Stadtviertel Zalik) im Süden und an Kuti und Livač im Nordosten, während östlich das Podveležje-Dorf Dobrč gelegen ist.

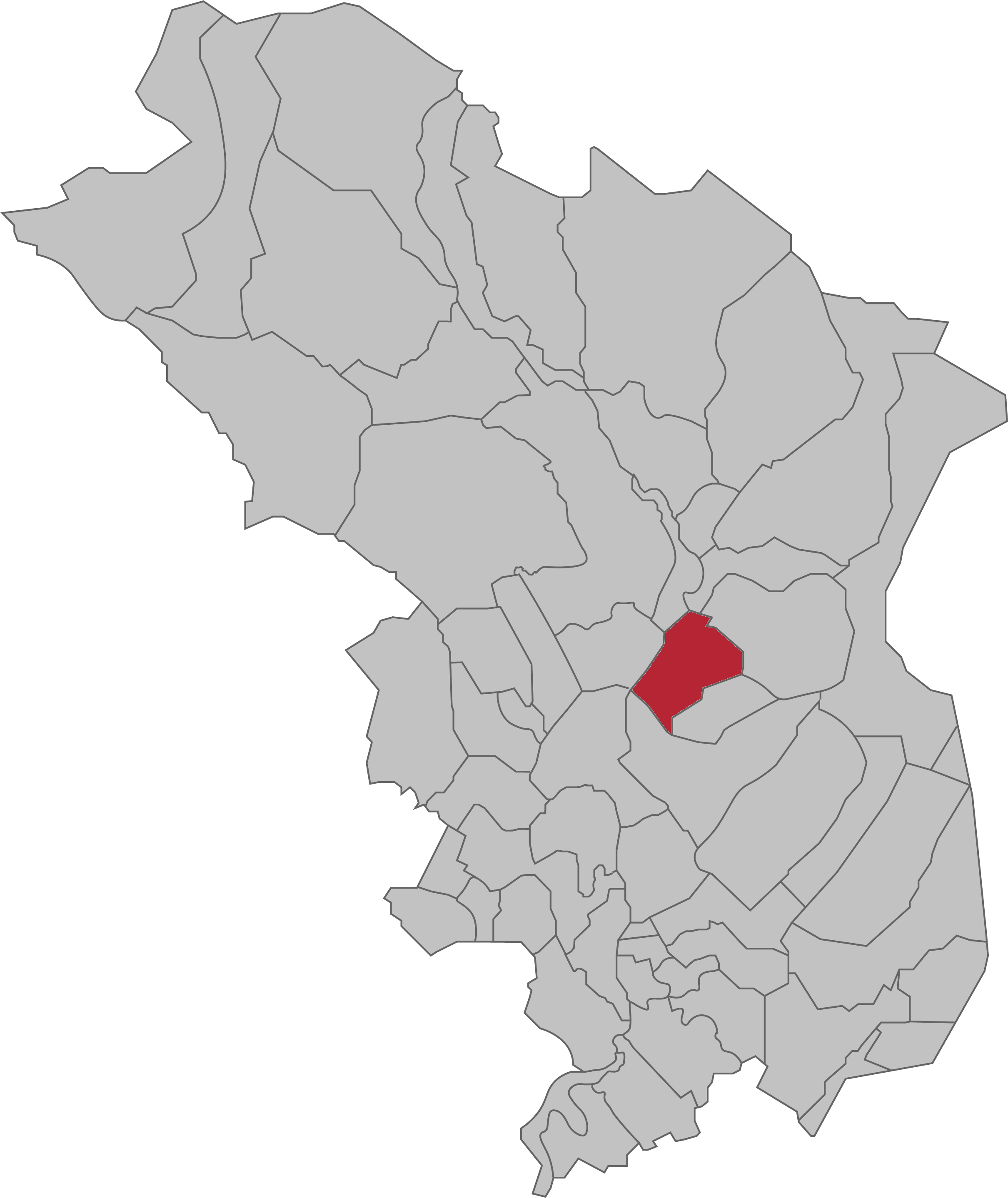
Die Lage von Vrapčići innerhalb der Stadtgrenzen von Mostar

## Geschichte
In Vrapcici finden sich zwei historische Sehenswürdigkeiten. Einmal das Anwesen der Familie Džabić in Suhi do, erbaut im Jahr 1801, sowie das kurz nach Beginn der österreichisch-ungarischen Besatzung Bosniens fertiggestellte Anwesen der Familie Alajbegović. Auch wenn sie zu Nationaldenkmälern erklärt wurden, wurde noch nicht mit ihrem Wiederaufbau begonnen.
Die Entwicklung des Ortes während des sozialistischen Jugoslawiens ist eng verbunden mit dem Textilkombinat „Đuro Salaj“. Erbaut in den 1950er Jahren, wuchs es zum größten Baumwollverarbeiter des Balkans heran, mit über sechs Tausend Mitarbeitern. Dem folgte auch eine steile Entwicklung der Umgebung, in der nun immer mehr Wohnobjekte, Häuser und die entsprechend benötigte öffentliche Infrastruktur errichtet wurden. Auch wenn es im Bosnienkrieg nicht zu größeren Schäden oder Plünderungen der Fabrikanlagen kam, wurde der Betrieb nach 1992 nicht wieder aufgenommen. Das Schicksal der Fabrik wird als eines der vielen Opfer der fehlgeleiteten Privatisierungspolitik in Bosniens Nachkriegszeit gesehen.
Während des Bosnienkriegs (zwischen 1992 und 1995) war Vrapčići in gewissen Zeiträumen unter Kontrolle aller der jeweiligen drei Hauptakteure.
Zunächst wurde die Region nördlich von Mostar bereits im April 1992 von der Jugoslawischen Volksarmee (JNA) eingenommen, mit Unterstützung der serbischen Lokalbevölkerung, wobei General Perišić seine Positionen dann später an die Armee der Republika Srpska (VRS) übergab. Die Kontrolle über Vrapčići und die übrigen nördlichen Vororte ermöglichte es der serbischen separatistischen Führung, die Transportwege Richtung Sarajevo zu blockieren.

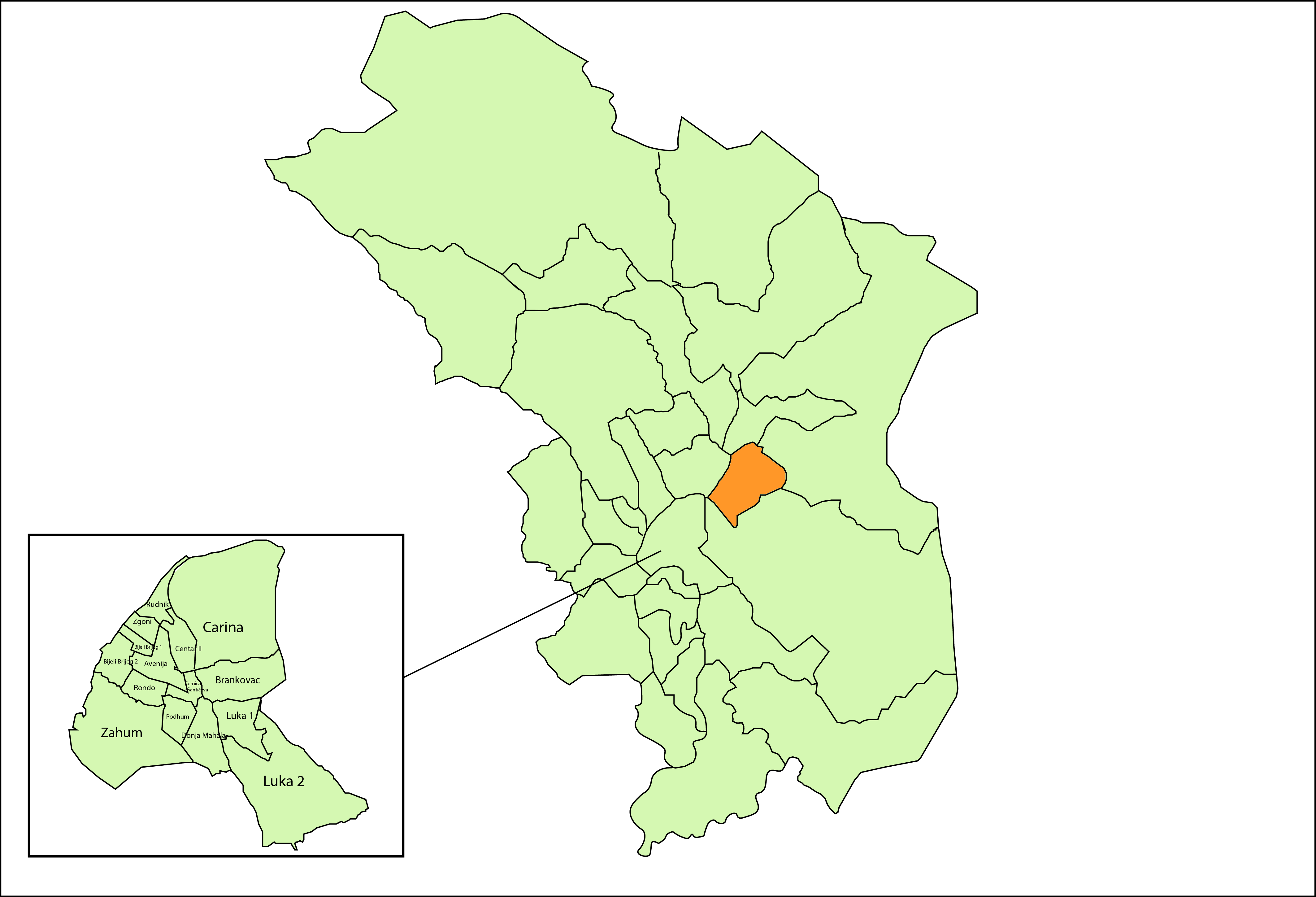
Die Mjesna zajednica von Vrapčići

Die serbische Okkupation hielt bis zum Juni des gleichen Jahres an, als in der Operation „Lipanjske zore“ (deut. Juni-Morgendämmerung) im Rahmen der Befreiung der Region um Mostar auch in Vrapčići ein Sieg errungen werden konnte. Während des Abzugs verübten Soldaten der VRS und andere paramilitärische Einheiten ein Massaker an der Zivilbevölkerung, das Massaker von Uborak und Sutina, bei dem 114 Menschen getötet wurden.
Nach der Befreiung der Region nördlich von Mostar war diese unter gemeinsamer Kontrolle des Kroatischen Verteidigungsrats (Hrvatsko vijece obrane, HVO) und des 4. Korps der Armee von Bosnien und Herzegowina (Armija Republike Bosne i Hercegovine, ARBiH). Nach dem Angriff der HVO auf die bosnische Armee in Mostar am 9. Mai 1993 und dem Beginn des dortigen Krieges zwischen Kroaten und Bosniaken wurde Vrapčići Teil der kroatischen Separatistenrepublik Herceg-Bosna. Erneut wurde die Kontrolle über den Ort zu einem Mittel der Blockade von Mostar, diesmal seines östlichen, unter staatlicher Kontrolle stehenden Teils.
Zwei Monate später erlangten die staatlichen Kräfte wieder die Kontrolle über Vrapčići, als Teil der am 30. Juni 1993 lancierten Militäroperation zur Deblockierung der Stadt, während derer auch ein Großteil der anderen nördlichen Siedlungen befreit wurde.
Die Verantwortlichen im westlichen, kroatisch kontrollierten Teil der Stadt untersagten dem Fußballklub Velez 1993 das Spielen auf seinem Stadion in Bijeli Brijeg (westlich gelegenes Viertel von Mostar) und vertrieben ihn von dort, woraufhin die Vereinsführung des größten Fußballklubs der Stadt notgedrungen entschied, auf das ehemalige Fußballstadion des FK Lokomotiva Mostar in Vrapčići umzuziehen. Bis heute befindet sich dort ihr mittlerweile umgebautes und modernisiertes Stadion, welches den Namen „Rođeni“ trägt.
Während des Krieges fand eine große Zahl von bosniakischen Flüchtlingen aus der östlichen Herzegowina und der Podveležje-Region Zuflucht in Vrapčići, was zu einer signifikante Änderung der Zusammensetzung der lokalen Bevölkerung geführt hat.

## Bevölkerung
| Jahr | Einwohner |
| ---- | --------- |
| 2013 | 3266      |
| 1991 | 3464      |
| 1981 | 2501      |
| 1971 | 1710      |

## Wirtschaft und Infrastruktur

### Wirtschaft
In Vrapčići befindet sich die Gewerbezone „Gajevi“, in der sich eine große Zahl von Unternehmen aus der Industrie- und Handelsbranche angesiedelt hat. Auch außerhalb von ihr befindet sich längs der Magistralstraße eine große Anzahl von Firmen, vor allem aus der Handelsbranche.
Ein großer Teil der Bevölkerung ist auch in der Landwirtschaft tätig, begünstigt durch das ebene und durch die Nähe zur Neretva relativ fruchtbare Land.
Auch die städtische Mülldeponie befindet sich hier, im Ortsteil Uborak. Ihr weiteres Schicksal ist jedoch angesichts Beschwerden von Seiten der Lokalbevölkerung und dem Entzug ihrer Umwelterlaubnis im Dezember 2022 ungewiss.

### Infrastruktur

#### Verkehrsinfrastruktur und öffentlicher Nahverkehr
Durch Vrapcici verläuft die Magistralstraße M17, welche das Neretvatal mit Sarajevo verbindet und die Hauptverkehrsachse zwischen der südlichen Herzegowina und dem nördlichen Bosnien darstellt.
Die Eisenbahnstrecke Sarajevo-Ploče verläuft in diesem Teil ihrer Strecke entlang des Westufers der Neretva, sodass die nächste Eisenbahnstation im nahe gelegenen Raštani zu finden ist. Der Hauptbahnhof von Mostar ist etwa 5 Kilometer entfernt, von wo aus Eisenbahnverbindungen Richtung Sarajevo und Čapljina bestehen und Busse zu allen größeren Städten des Landes und dem Ausland verkehren.
Mostarbus, der städtische Nahverkehrsbetrieb Mostars, betreibt mehrere Linien (die Linien 16, 20, 21, 22 und 23, Stand: Dezember 2022) die Vrapčići mit dem Stadtzentrum und den südlichen und westlichen Vororten verbinden.

#### Öffentliche Einrichtungen
In Vrapčići befinden sich eine Grundschule, ein Postamt, sowie eine Ambulanz des Dom zdravlja „Stari Grad“ Mostar (deut. Gesundheitszentrum „Mostar-Altstadt“).
Hier befinden sich auch zwei Friedhöfe. Der städtische Friedhof Sutina, im südlichen Teil des Ortes, und der orthodoxe Friedhof Kraljevine.